# Descarda
Descarda is een geslacht van vliesvleugeligen uit de familie Encyrtidae. De wetenschappelijke naam van dit geslacht is voor het eerst geldig gepubliceerd in 2010 door Noyes.

## Soorten
Het geslacht Descarda is monotypisch en omvat slechts de volgende soort:
- Descarda mopsos Noyes, 2010